# 朝鮮駐德國大使館
朝鮮駐柏林大使館是朝鮮民主主義人民共和國駐德意志聯邦共和國的外交使團。 它位於柏林米特區的 Glinkastraße 5–7。自2017年4月24日起，大使為朴南永（박남영)。

## 歷史

### 朝鮮與東德
1949年11月7日，東德與朝鮮民主主義人民共和國建交。直到韓戰結束後的1954年才開始互派大使。大使館最初位於柏林-Karlshorst的Gundelfinger Straße 38，從1958年起在同一地區的Dorotheastraße4。1975年，她搬到了位於柏林米特區Glinkastrasse5/7的新建建築。
除了大使館外，該建築還設有朝鮮貿易使團。最初有100多名員工在那里工作，1989年德國共產主義垮台後，人數減少到10人左右。

### 統一後德國
1990年德國統一後，大使館關閉，改為朝鮮民主主義人民共和國利益保護辦公室；中華人民共和國充當委託保護國。與此同時，前東德駐平壤大使館轉變為德意志聯邦共和國的利益保護辦公室；瑞典王國充當委託保護國。
2001年3月1日，朝鮮與德意志聯邦共和國建立外交關係。然而，迄今為止，德國政府的部長級代表團還沒有訪問過朝鮮。沒有關於金融、經濟、科學或技術合作的協議。航空服務協定和投資促進和保護條約於2002年10月草擬，目前正在等待簽署。

## 衝突

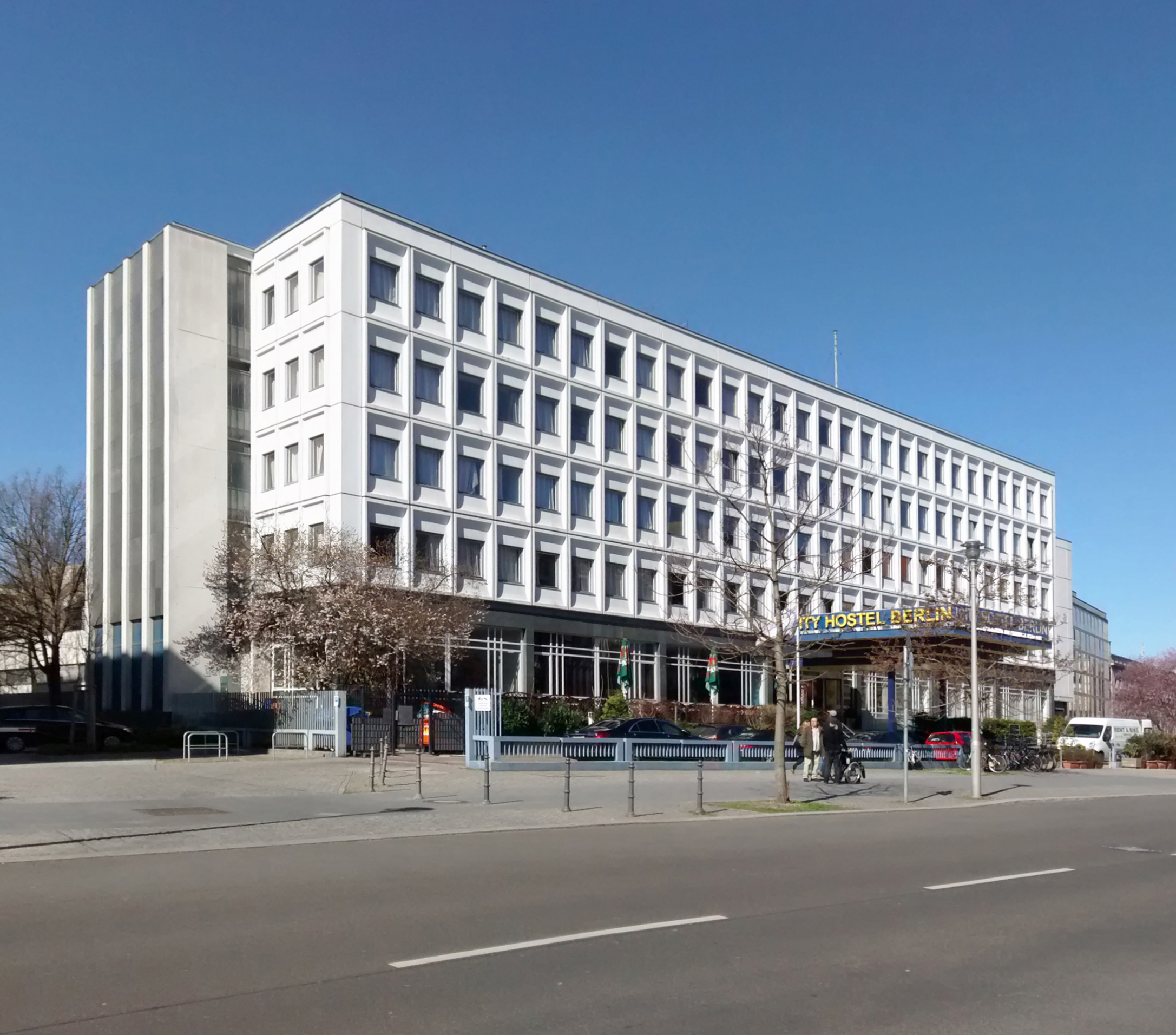
被臨時當做宿舍的建築

至少從2004年起，其大使館就被朝鮮出租，最近每月產生40,000歐元的租金收入；不包括會議中心。由於聯合國針對朝鮮的核武器計劃加強制裁，聯邦政府應將其關閉，以防止朝鮮以這種方式獲得任何財政收入。大使館沒有納稅，現在欠德國稅務機關大約1000萬歐元。在聯邦政府以刑事訴訟相威脅後，同意分期支付額外稅款：每月支付7,000歐元。2020年2月，柏林中區辦公室下令立即關閉旅館。旅舍停止運營，被強制關閉。

## 历任馆长
- 朴男永（朝鲜语：／ Pak Namyeong）：2017年至今，大使[7]

## 影視文化
2013年的韓國電影柏林諜變中，韓國女星全智賢飾演朝鮮駐德國大使館翻譯，而男星李璟榮飾演朝鮮駐德國大使館大使。